# Bill Bright
William R. „Bill“ Bright (19. října 1921, Coweta – 19. července 2003, Orlando) byl americký evangelikální misionář. Roku 1951 založil na Kalifornské univerzitě v Los Angeles organizaci Campus Crusade for Christ (česky zhruba „Univerzitní křížová výprava pro Krista“), dnes zvanou Cru, aby se starala o misii a duchovní péči mezi členy akademické obce. Roku 1952 napsal vlivnou knihu The Four Spiritual Laws (Čtyři duchovní zákony). Roku 1996 získal Templetonovu cenu, na odpočinek odešel roku 2001.